# Joseph Callens
Pour les articles homonymes, voir Callens.
Joseph Callens né le 20 mars 1894 est un nageur et plongeur belge ayant participé aux Jeux olympiques de 1920 à Anvers et aux Jeux olympiques d'été de 1924 à Paris.
En plongeon aux Jeux olympiques de 1920 à Anvers, il est éliminé au premier tour.
Il est champion de Belgique du 100 mètres nage libre (en 1 min 5 s) en 1924. Aux Jeux olympiques de 1924 à Paris, il nage le relais 4 × 200 mètres qui termine troisième de sa série en 11 min 14 s 8 et n'est pas qualifié pour les demi-finales. 
En plongeon aux Jeux olympiques d'été de 1924, il déclare forfait.